# Restauración victoriana
La restauración victoriana (en inglés: Victorian restoration) fue una etapa de remodelación y reconstrucción generalizadas y extensas de las iglesias y catedrales de la Iglesia de Inglaterra que tuvieron lugar en Inglaterra y Gales en el siglo XIX durante el  reinado de la reina Victoria. No corresponde con el mismo proceso que se entiende hoy con el término restauración arquitectónica.
Enfrentados a un contexto de edificios de la iglesia mal mantenidos, a una reacción contra la ética puritana manifestada en el neogótico, y a una escasez de iglesias que se necesitaban en las ciudades, la Cambridge Camden Society [Sociedad de Cambridge Camden] y el movimiento de Oxford abogaban por un retorno a una actitud más medieval de asistencia a la iglesia. El cambio fue adoptado por la Iglesia de Inglaterra, que lo vio como un medio para revertir la disminución de la asistencia a la iglesia.
El principio era «restaurar» una iglesia a como debía haber sido vista durante el estilo de arquitectura «gótico decorado» que existió entre 1260 y 1360, y muchos arquitectos famosos como George Gilbert Scott y Ewan Christian aceptaron con entusiasmo encargos para tales restauraciones. Se estima que alrededor del 80% de todas las iglesias de la Iglesia de Inglaterra se vieron afectadas de alguna manera por el movimiento, variando desde cambios menores hasta la demolición completa y su reconstrucción.
Personas influyentes como los arquitectos John Ruskin y William Morris se opusieron a una restauración a gran escala, y sus actividades finalmente llevaron a la formación de sociedades dedicadas a la conservación de edificios, como la Society for the Protection of Ancient Buildings [Sociedad para la Protección de Edificios Antiguos]. En retrospectiva, el período de restauración victoriana se ha visto bajo una luz generalmente desfavorable.

## Fondo

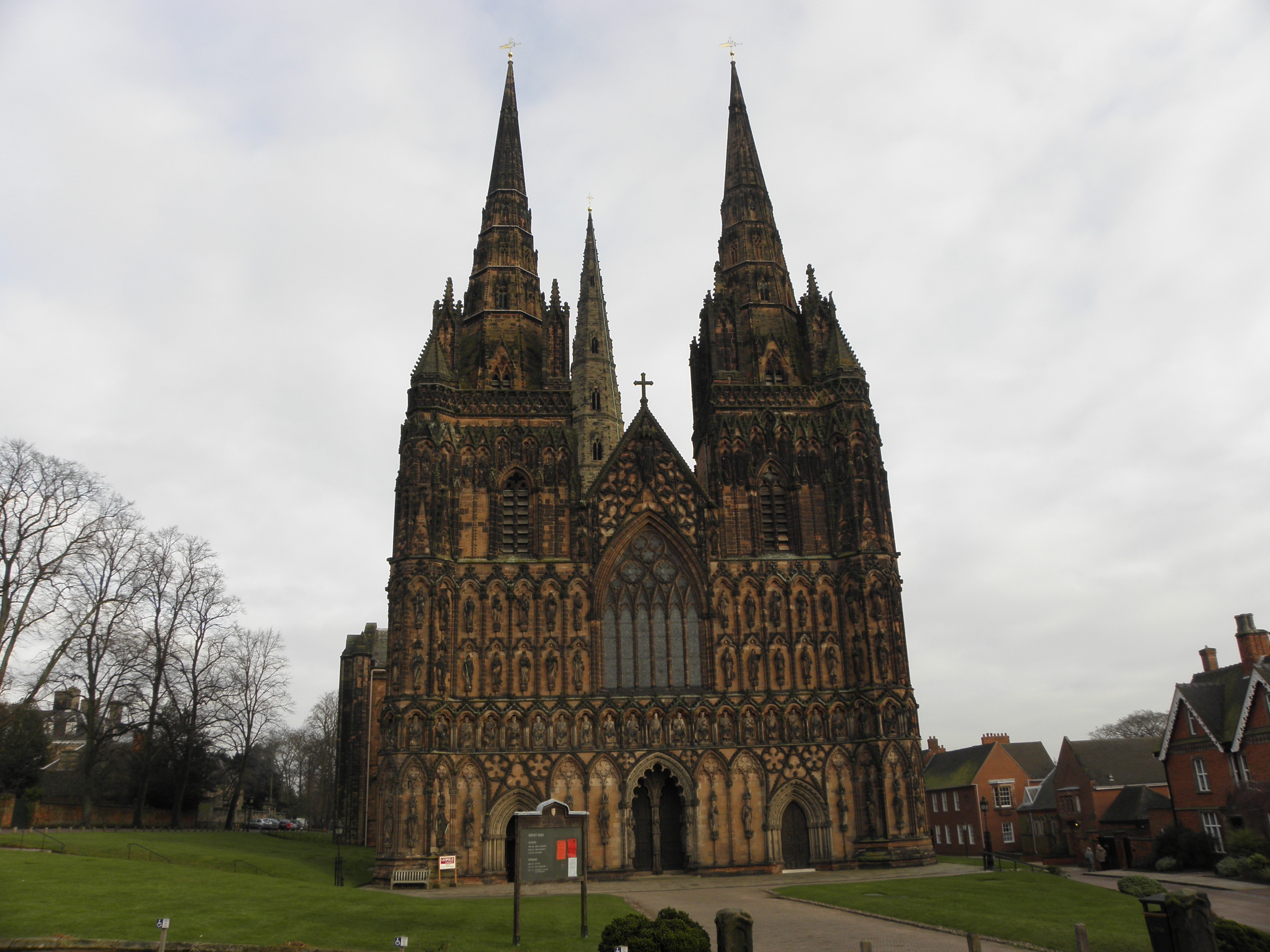
La fachada occidental de la catedral de Lichfield, como fue restaurada por George Gilbert Scott

Una serie de factores que trabajaron juntos condujeron a la expansión de la restauración victoriana.
Desde el momento de la Reforma inglesa en adelante, aparte de las reparaciones necesarias para que los edificios pudieran permanecer en uso, y la adición de ocasionales adornos conmemorativos internos, las iglesias y catedrales inglesas estuvieron sometidas a poco trabajo de construcción y solo se hicieron restauraciones parciales.Esta situación duró aproximadamente 250 años con la fábrica de muchas iglesias y catedrales que sufrían de negligencia. La gravedad del problema se demostró cuando la espira de la catedral de Chichester de repente se inclinó sobre sí misma en 1861.

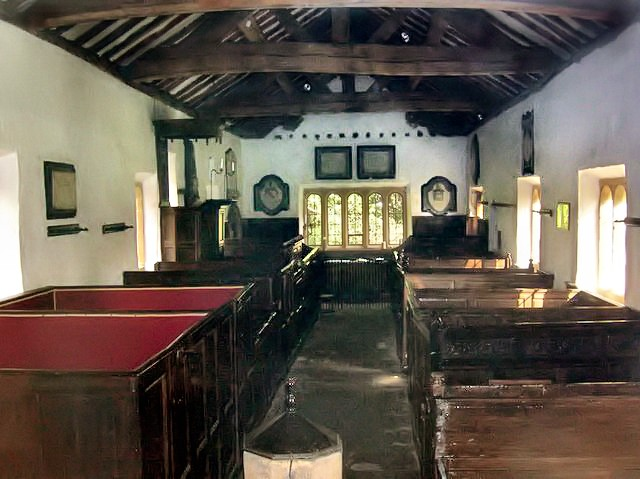
El interior sin restaurar de la Puritan Chapel, Bramhope, West Yorkshire

Además, desde mediados del siglo XVII, las reformas puritanas, caracterizadas por un mínimo de ritual y de decoración, y por un énfasis inequívoco en la predica, habían llevado a cabo una eliminación continua de cualquier emoción o color en los servicios religiosos ingleses como un medio de distanciarse de lo que se veían como excesos del catolicismo. Pero hacia finales del siglo XVIII, el creciente neogótico y el interés en el medievalismo animó a la gente a buscar más interés en los servicios religiosos. La popularidad del revival gótico fue vista por los funcionarios de la Iglesia como una manera de revertir el declive en la asistencia a la iglesia, y así comenzar a reafirmar el poder, la prosperidad y la influencia de la Iglesia. Por ello presionaron para realizar programas de restauración masiva.
Como tercer factor, la revolución industrial había dado como resultado que muchas personas se hubieran desplazado a las ciudades, que tenían pocas iglesias para satisfacer sus necesidades religiosas; por ejemplo, Stockport, que tenía una población de casi 34 000 habitantes, tenía una iglesia con capacidad para solo 2500 personas. El aumento de denominaciones disidentes, como el metodismo y la Sociedad Religiosa de Amigos, fue visto como una evidencia más de este déficit. Para satisfacer esta necesidad, entre 1818 y 1824 el gobierno otorgó £ 1.5 millones para la construcción de nuevas iglesias. Conocidas como iglesias de comisionados (Commissioners' churches), la mayoría de ellas fueron construidas cada una con solo de 4.000 a 5.000 libras, y la insatisfacción con su diseño indiferente y la construcción barata provocaron una fuerte reacción.
Movimientos equivalentes aparecieron en la mayor parte de Europa, especialmente en el norte de Europa, con el arquitecto e historiador de arquitectura francés Eugène Viollet-le-Duc especialmente asociado con la manifestación francesa.

## Fuerzas impulsoras

### La Sociedad de Cambridge Camden
Una de las principales fuerzas impulsoras para la restauración de las iglesias fue la Cambridge Camden Society (CCS), fundada en 1839 por dos estudiantes de Cambridge, John Mason Neale y Benjamin Webb, como un club para aquellos que compartían un interés común en el diseño de iglesias góticas. Rápidamente se hizo popular y su membresía aumentó de 8 a 180 en sus primeros 12 meses. Aunque inicialmente era una sociedad para registrar y discutir las características de la iglesia medieval, los miembros de la CCS pronto comenzaron a exponer en su revista The Ecclesiologist y particularmente en sus Few Words to Church-builders de 1844 que la única forma «correcta» para un edificio de iglesia era el estilo del «arco de medio punto» o «decorado», el estilo en el que se habían construido las iglesias durante los cien años centrados en 1300. The Ecclesiologist, obviamente, tocó una cuerda en la sociedad: estaba estrechamente vinculada con el interés continuo en el medievalismo y enl neogótico.
La firme insistencia de la CCS en que un habúa un estilo correcto resultó ser un faro para aquellos que ya no podían juzgar por sí mismos lo que era "bueno" en la arquitectura: las certezas de que las reglas de Vitruvio habían perdido su poder durante el movimiento romántico que había estado en boga desde mediados del siglo XVIII.. La CCS declaró que había dos formas posibles de restaurar una iglesia. Como lo expresó Kenneth Clark, dijeron que se podría «restaurar cada una de las diversas alteraciones y adiciones en su propio estilo, o restaurar la iglesia al mejor y más puro estilo del que quedasen huellas». La Sociedad recomendaba de todo corazón la segunda opción y dado que prácticamente todas las iglesias medievales tenían al menos algún pequeño remanente de estilo decorado, tal vez un porche o incluso una ventana, toda la iglesia sería "restaurada" para que coincidiera. Y si las tempranas partes eran demasiado tardías, entonces era un candidato para una reconstrucción completa en el estilo "correcto".
«Restaurar —declaró el eclesiólogo— es revivir la apariencia original... perdida por decadencia, accidente o alteración mal juzgada.» Sin embargo, más tarde admitieron que tal «restauración» podría crear un estado ideal en el que el edificio nunca hubiese estado.

### Movimiento de Oxford

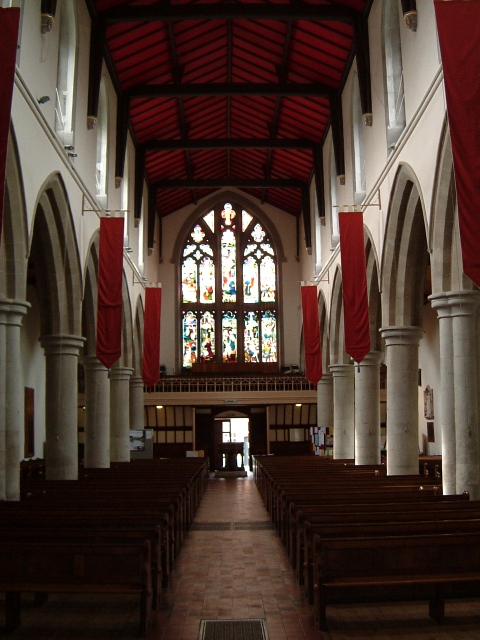
La nave de San Pedro, Berkhampstead con las restauraciones de Butterfield

Las restauraciones de las iglesias también estuvieron muy influidas por el movimiento de Oxford, una corriente religiosa que abogaba por desplazar el centro de importancia en la iglesia desde la predica al sacramento de la Eucaristía: desde el púlpito hasta el altar. Consecuencias de esto fueron que el púlpito se cambió desde una posición central a situarse en un lado de la iglesia, que los bancos en caja (box pews) se reemplazaron por bancos abiertos, que se creó un pasillo central para dar una mejor vista del altar y que se eliminaron las galerías. Otra consecuencia fue que se requirió un presbiterio más grande para el ritual asociado.

## Actividades
Convencidos por la Cambridge Camden Society de que el gótico decorado era el único estilo correcto, y por las teorías del movimiento de Oxford sobre la naturaleza del culto, pronto comenzó un aluvión de «restauraciones». Algunas cifras dan una idea de la escala. Un total de 3765 iglesias nuevas y reconstruidas fueron consagradas en los cuarenta años hasta 1875, siendo la década más activa la década de 1860 en la que hubo más de 1000 consagraciones. Más de 7000 iglesias parroquiales, en Inglaterra y Gales, que suponían casi el 80% de todas, se restauraron de alguna manera entre 1840 y 1875.</ref> Hubo un 150% más de personas identificadas como arquitectos profesionales en el censo de 1871 que en el de 1851; se sabe que los arquitectos establecidos pasaban pequeños trabajos de restauración a sus colegas recién cualificados, ya que esos trabajos eran una buena práctica.
La retención del material original (tallado, trabajo en madera, etc.) tendió a ser de poca importancia para los restauradores tempranos: la apariencia lo era todo, y el trabajo viejo y bueno era descartado para ser sustituido por un reemplazo moderno en el estilo elegido. Diferentes arquitectos tenían diferentes grados de simpatía con el material original y, a medida que avanzaba el siglo, en general se tuvo más cuidado; esto fue, al menos en parte, como resultado de las voces cada vez más fuertes que se alzaron en oposición.
Como ejemplo del tipo de trabajo realizado en una iglesia, la iglesia de San Pedro, Great Berkhamsted fue objeto de un programa de restauración de William Butterfield, en 1870-1871, autor de otras iglesias como All Saints, Margaret Street en Londres. La restauración de Butterfield implicó la eliminación de algunas características originales, incluida la eliminación de pinturas en los pilares. Los cambios estructurales más importantes implicaron elevar tanto la cubierta como el piso del presbiterio, elevar la techumbre del transepto sur hasta su inclinación original, quitar la vestería, incorporar el porche sur en la nave lateral sur y retirar la puerta, volver a colocar el piso de la nave, instalación de nuevos bancos de roble y sustitución de una temprana galería. Butterfield también instaló ventanas transparentes en el clerestorio, lo que permitió que entrara más luz en la nave. Extendió las naves laterales derribando los muros divisorios de dos cámaras en el extremo oeste. En el exterior de la iglesia, Butterfield eliminó el estuco desmoronado que se había agregado en 1820 y volvió a remozar los muros de la iglesia con una combinación de sillería y de pedernal (una técnica usada en áreas con piedra de baja calidad que era más barata que importar la piedra).
En la catedral de Lichfield, el siglo XVIII había sido un período de decadencia: se derribó la biblioteca del siglo XV, se eliminaron la mayoría de las estatuas en el frente oeste y se cubrió la piedra con cemento romano. Después de algunos trabajos estructurales a principios del siglo XIX hechos por James Wyatt, el adornado frente oeste (en la foto de arriba) fue restaurado por sir George Gilbert Scott. Incluye muchas figuras talladas adornadas de reyes, reinas y santos, creados a partir de materiales originales donde fue posible y de nuevas imitaciones y adiciones cuando los originales no estaban disponibles. El coro alto de Wyatt había utilizado piedra medieval que Scott a su vez usó para crear los asientos del clero en el santuario. Se instaló una nueva pantalla de metal de Francis Skidmore y John Birnie Philip siguiendo los diseños de Scott, al igual que un pavimento de azulejos de Minton (una compañía de cerámicas) que se extiende desde la pantalla del coro hasta el altar, inspirado en los azulejos medievales encontrados en los cimientos del coro.

## Practicantes
Algunos arquitectos famosos como George Gilbert Scott, Ewan Christian, William Butterfield y George Edmund Street se convirtieron en entusiastas "restauradores" y la ola de restauración se extendió por todo el país, de modo que para 1875 algo como el 80% de todas las iglesias en Inglaterra se había visto afectada de alguna manera.

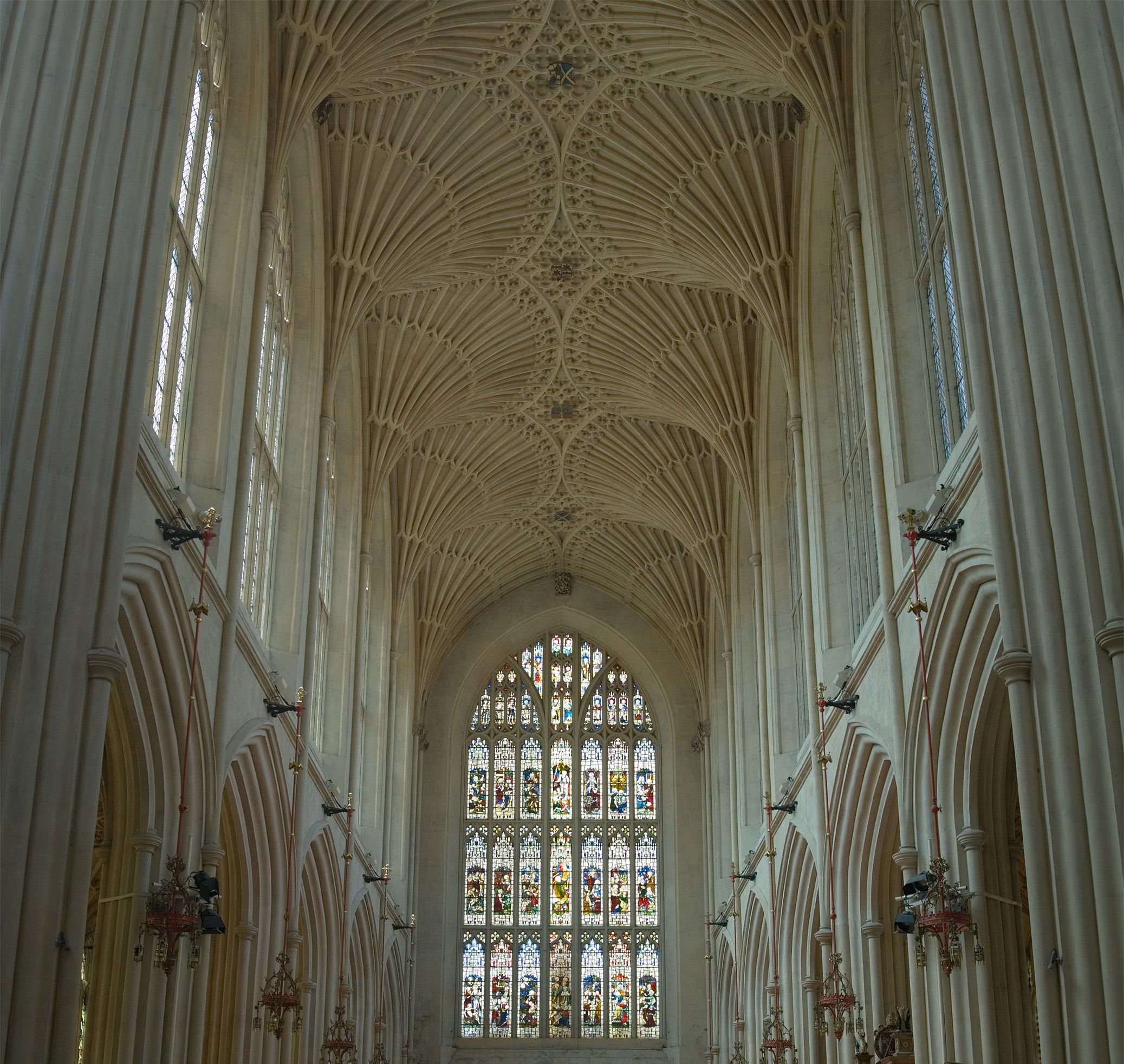
La nave de la abadía de Bath – bóveda de abanico de piedra de Scott que reemplazó al antiguo techo de madera con el diseño original de Robert y William Vertue.

En 1850, Scott escribió un libro A plea for the faithful restoration of our Ancient Churches [Una súplica por la restauración fiel de nuestras iglesias antiguas], en el que afirmaba que «como regla general es altamente deseable preservar aquellos vestigios del crecimiento y de la historia de los edificios que eran indicados por los diversos estilos e irregularidades de sus partes». Sin embargo, él mismo no siguió ese principio en la práctica, ya que en general eliminó todos los cambios posteriores y reconstruyó la iglesia con un estilo temprano y uniforme, a veces sobre la evidencia de solo una característica temprana conservada.

## Oposición
Hubo oponentes. El reverendo John Louis Petit fue un oponente acérrimo y muy respetado desde su primer libro, Remarks on Church Architecture (1841), hasta su muerte en 1868. La Archaeological Society fue fundada en 1845 por anticuarios ansiosos por llevar el amor a los edificios antiguos a una audiencia más amplia. Aunque John Ruskin estaba generalmente a favor de que en los nuevos edificios se recurriese a un estilo gótico temprano, en 1849 escribió en The Seven Lamps of Architecture Las siete lámparas de la arquitectura que no era posible «restaurar cualquier cosa que haya sido grandiosa o bella en arquitectura». La Society of Antiquaries of London [Sociedad de Anticuarios de Londres] instó en 1855 a que «nunca se debe intentar una restauración, de otra manera que... en el sentido de la preservación de nuevas lesiones».

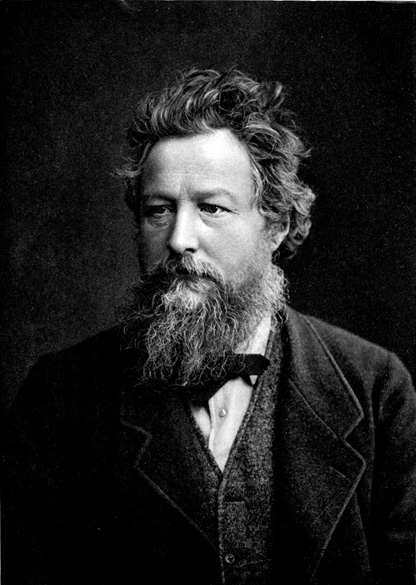
William Morris, quien se opuso fuertemente a la restauración.

Un posterior opositor vociferante fue William Morris, quien hizo campaña contra la restauración propuesta de la Iglesia de San Juan Bautista, Inglesham en la década de 1880 y comenzó la Society for the Protection of Ancient Buildings (SPAB) [Sociedad para la Protección de Edificios Antiguos] en 1877 cuando escuchó sobre la restauración propuesta de la abadía de Tewkesbury por Scott. Los principios adoptados por SPAB tomaron algún tiempo para atraer apoyo, pero la política de acometer «Protección en lugar de Restauración» finalmente se consolidó y se cumple hoy. Morris también escribió en 1877:

Pero en los últimos años, un gran levantamiento del celo eclesiástico, que coincide con un gran aumento del estudio, y en consecuencia del conocimiento de la arquitectura medieval, ha llevado a la gente a gastar su dinero en esos edificios, no solo con el propósito de repararlos, de mantenerlos seguros, limpios, y herméticos al viento y al agua, sino también de "restaurarlos" a algún estado ideal de perfección; barriendo, si es posible, todos los signos de lo que les ha sucedido al menos desde la Reforma, y con frecuencia desde fechas mucho más tempranas.
But of late years a great uprising of ecclesiastical zeal, coinciding with a great increase of study, and consequently of knowledge of medieval architecture has driven people into spending their money on these buildings, not merely with the purpose of repairing them, of keeping them safe, clean, and wind and water-tight, but also of "restoring" them to some ideal state of perfection; sweeping away if possible all signs of what has befallen them at least since the Reformation, and often since dates much earlier.
William Morris, The Lesser Arts (1877)

Sin embargo, a pesar de su oposición, se sabe que Morris se benefició enormemente con la provisión de vitrales de su empresa en muchos proyectos de restauración, y se ha observado que sus críticas solo comenzaron después de que su empresa se estableciese de manera segura como proveedor de estos proyectos..
Otra oposición llegó de los protestantes evangélicos, quienes creían que «el trabajo tallado ornamental, la pintura decorativa, los azulejos encáusticos y las vidrieras coloreadas eran tonterías vanas que llevaban al corazón por mal camino», y de otros que estaban preocupados por el costo: «Por el costo de una iglesia de piedra con techo ranurado, o incluso con un techo de madera abierta, podrían construirse dos en ladrillo con techos de yeso, y ¿quién se atrevería a decir que el culto en el edificio más sencillo sería menos devoto o sincero que la que se ofreció en el otro?"».
Tampoco todos los católicos estaban a favor: al final de su vida, el cardenal Wiseman dejó claro que prefería el arte del Renacimiento, como podría esperarse de una orden religiosa de origen italiano.

## En retrospectiva
Desde una perspectiva del siglo XX, el proceso de restauración victoriana a menudo ha sido visto de manera desfavorable, con términos como «despiadado» (ruthless), «insensible» (insensitive) y «torpe» (heavy-handed) usados comúnmente para describir el trabajo realizado.
En la introducción de su libro The Gothic Revival [El renacimiento gótico] (publicado por primera vez en 1928), Kenneth Clark escribió «La verdadera razón por la que se había descuidado el neogótico es que produjo tan poco en lo que nuestros ojos pueden descansar sin dolor». Clark también consideraba que el gótico decorado era el peor de los tres estilos góticos posibles que podrían haberse adoptado: los otros eran el inglés temprano que tenía «muy pocos detalles que un artesano común no pudiera manejar», y el perpendicular que era «infinitamente el más adaptable de los estilos medievales». Clark señaló que el decorado era el más difícil de ejecutar, no solo por la complicada tracería de las ventanas que lo diferenciaba de los otros dos estilos góticos.
Sin embargo, no todos los trabajos de restauración fueron puramente negativos: un efecto secundario de varias restauraciones fue el redescubrimiento de rasgos perdidos durante mucho tiempo, como la talla anglosajona que se había incorporado a los cimientos normandos, o las pinturas murales que habían sido blanqueadas, en la catedral de St Albans. También es cierto que si no se hubieran restaurado, muchas iglesias habrían llegado a la ruina.